# Мойсей (ім'я)
Мойсе́й — чоловіче ім'я, що вживається у юдейській, християнській і мусульманській традиціях. Походить від івр. מֹשֶׁה, «Моше» — давньоєврейського імені, яке традиційно перекладають як «вийнятий з води» або «той, що пливе». Можливо походження від єгип. moseh — «син», «дитина». До української запозичене через ст.-слов. моисей і грец. Μωυσής, «Моїсес», «Моїсіс». Варіанти імені у католицьких і протестантських країнах запозичені з грецької через лат. Moyses.
Українська народна форма — Мусій (Мосій, Мосей). Зменшено-пестливі форми — Мусійко, Мусієнько, Мусієчко, Мусійчик.
У юдейській традиції має форму «Моше́» (івр. מֹשֶׁה, вимова на їдиш — «Мо́йше»), у мусульманській — «Муса» (араб. موسى).

## Іменини
- За юліанським календарем (новий стиль) — 27 січня (Мойсей Синайський), 7 лютого (Мойсей Новгородський і Псковський, архієпископ), 8 березня (Мойсей Білозерський і пустельник Мойсей Сирійський), 29 червня і 24 жовтня (Мойсей Оптінський), 8 серпня і 11 жовтня (Мойсей Угрин, Печерський), 10 серпня і 10 вересня (Мойсей Печерський, чудотворець), 21 серпня (преподобний Мойсей), 10 вересня (Мойсей Мурин (Ефіопський)), 17 вересня (Мойсей Боговидець), 15 грудня (сповідник Мойсей)[2].
- За григоріанським календарем — 7 лютого (єпископ Мойсей Єгипетський), 14 лютого (Мойсей Александрійський), 28 серпня (Мойсей Мурин), 4 вересня (Мойсей, законодавець і пророк), 25 листопада (пресвитер Мойсей Римський), 18 грудня (Мойсей Африканський)[3].

## Відомі носії
- Мойсей — біблійний персонаж із Закону Мойсея у Старому Заповіті.
- Мойсей Угрин (? — бл. 1043) — древньоруський святий, угорець, чернець Печерського монастиря.
- Мойсей (Кулик) (у миру — Олег Іванович Кулик, нар. 1962) — Патріарх Київський і всієї Руси-України Української Автокефальної Православної Церкви Канонічної.
- Мозес Монтефіоре (1784—1885) — один із найвідоміших британських євреїв XIX століття; фінансист, громадський діяч та філантроп.
- Мозес Гомберг (1866—1947) — американський хімік, український єврей за походженням
- Муса ібн Джафар (745—799) — 7-й імамітський імам, нащадок пророка Мухаммеда, видатний мусульманський вчений і правознавець
- Муса Джаліль (справжнє ім'я Мустафа Мустафаєвич Залілов, 1906—1944) — татарський поет, учасник Другої Світової війни

Див. також Список відомих українців з ім'ям Мусій

Див. також Список відомих носіїв імені Муса

### Літературні персонажі
- Мосій Шило — запорозький козак, персонаж повісті М. В. Гоголя «Тарас Бульба»
- Мозес — крук з роману Дж. Орвелла «Колгосп тварин»

## Прізвища
Від різних форм імені утворено безліч різноманітних прізвищ:
- Українські — Моїсєєнко, Моїсєєнко, Моісеєнко, Моісеєнко, Мусій, Мосійчук
- Російські — Моїсєєв (Мойсеєв)
- Англійські і німецькі — Мозес

## Цікаві факти
Мойша (слов'янізована форма імені «Моше», «Мойше») — герой численних анекдотів про євреїв. Окрім «Мойші», іншими персонажами найчастіше за все виступають «Ісаак», «Сара» та «Абрам». Слід зауважити, що хоча ці імена дійсно мають давньоєврейське походження, вони не є виключно юдейськими — Мойсей, Ісаак, Сарра й Авраам вважаються канонічними і в християнській традиції, вони присутні як в православних, так і в католицьких іменословах.